# Kościół św. Szczepana w Brynicy

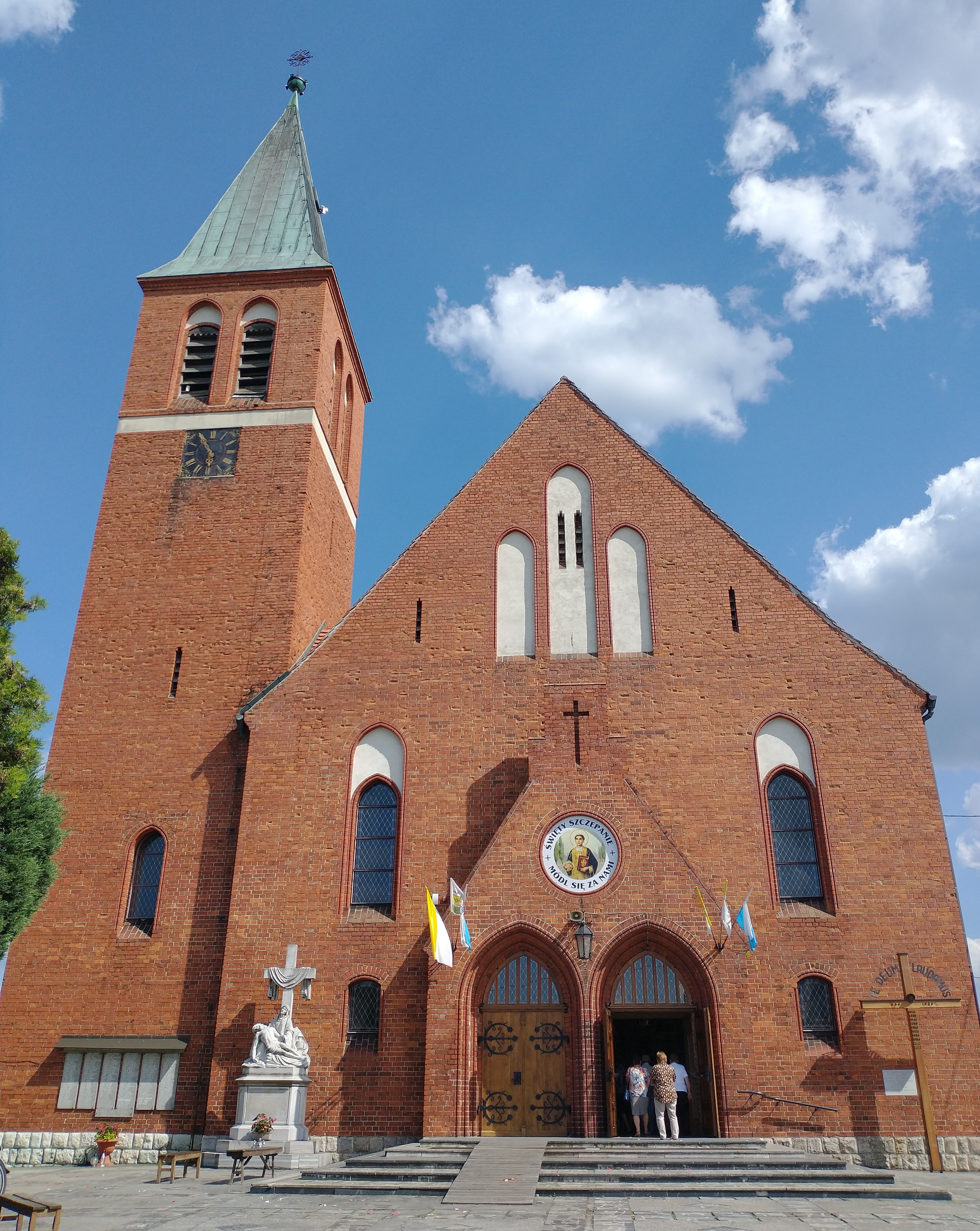
Fasada główna

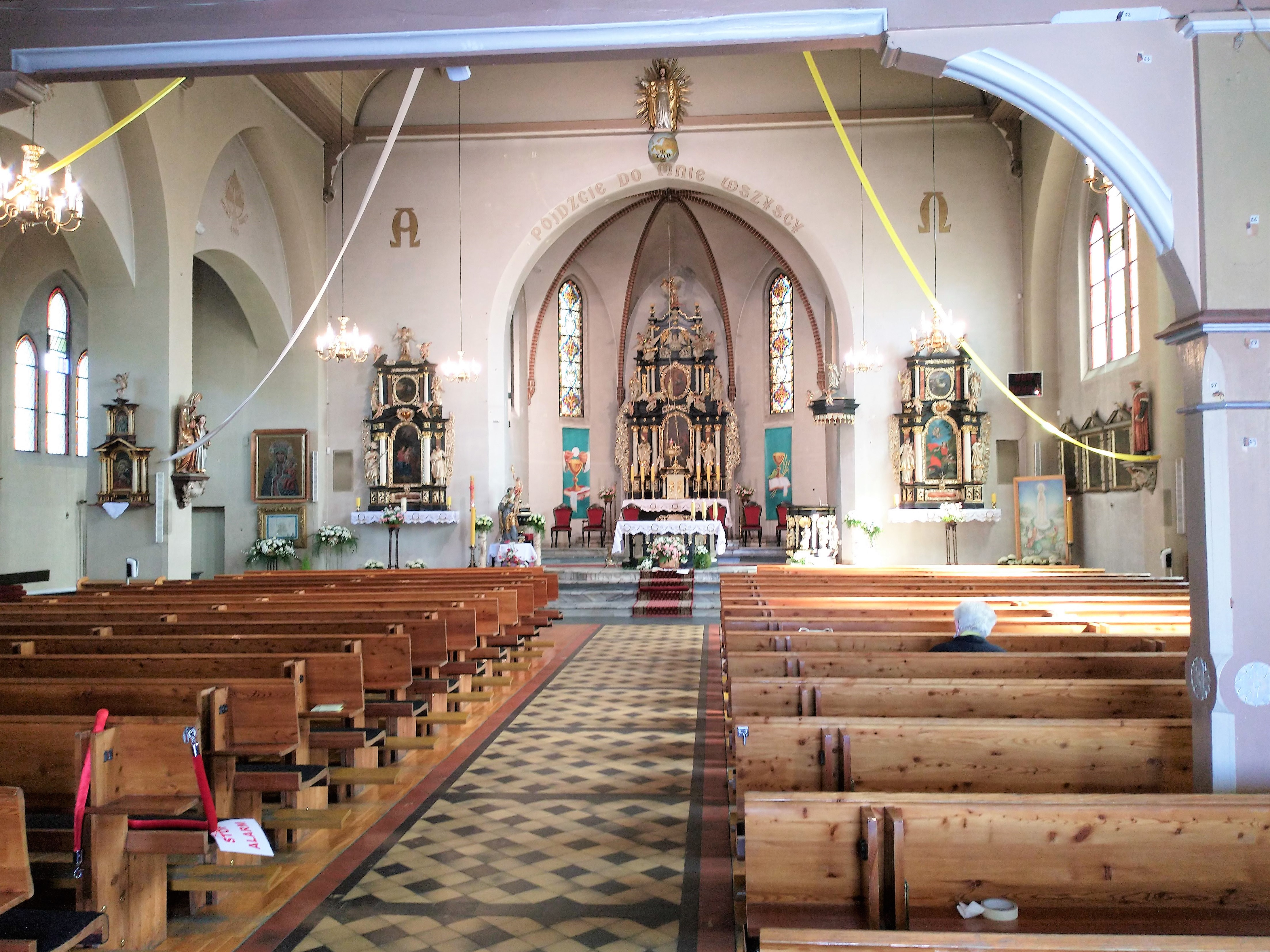
Wnętrze

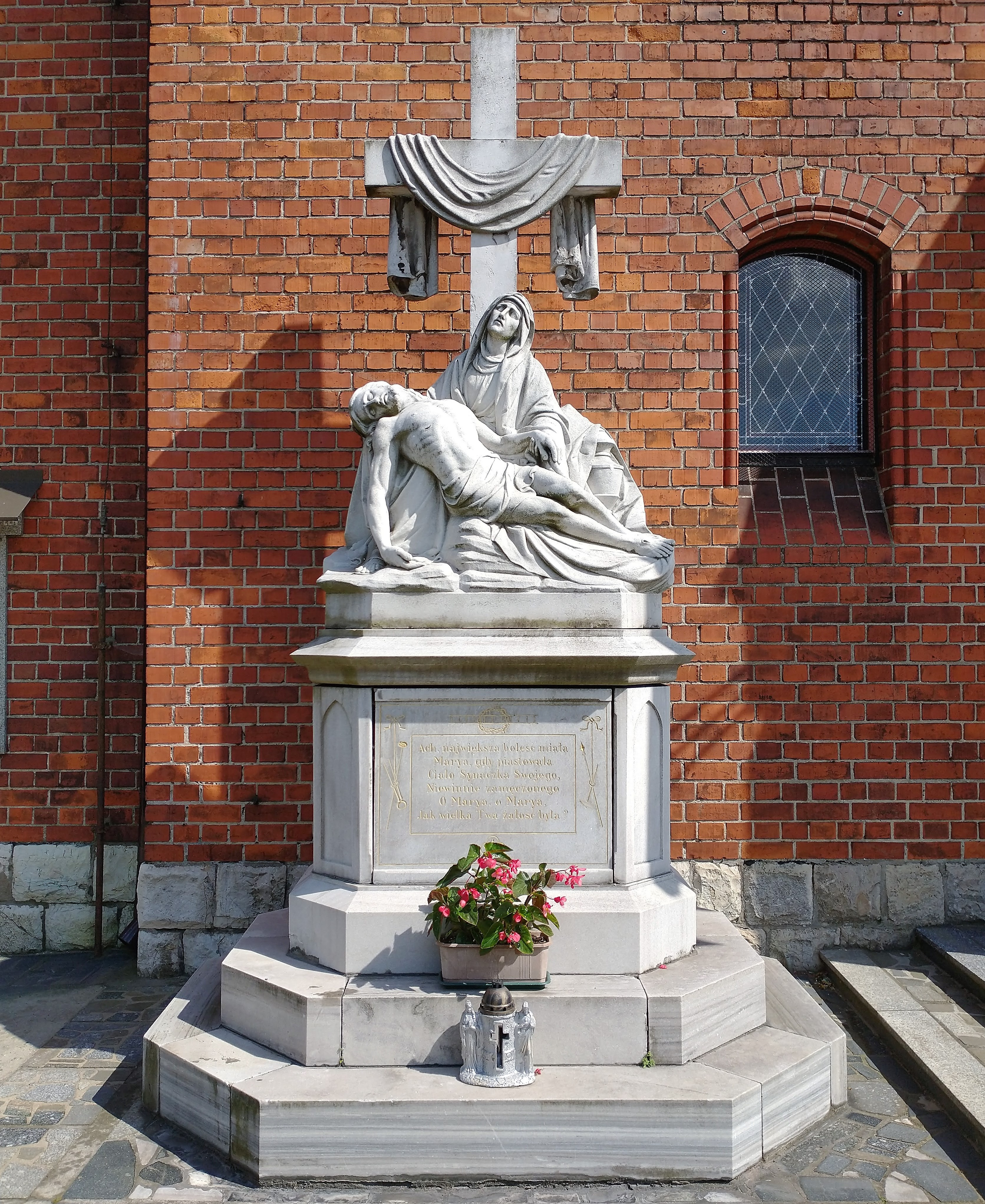
Pietà

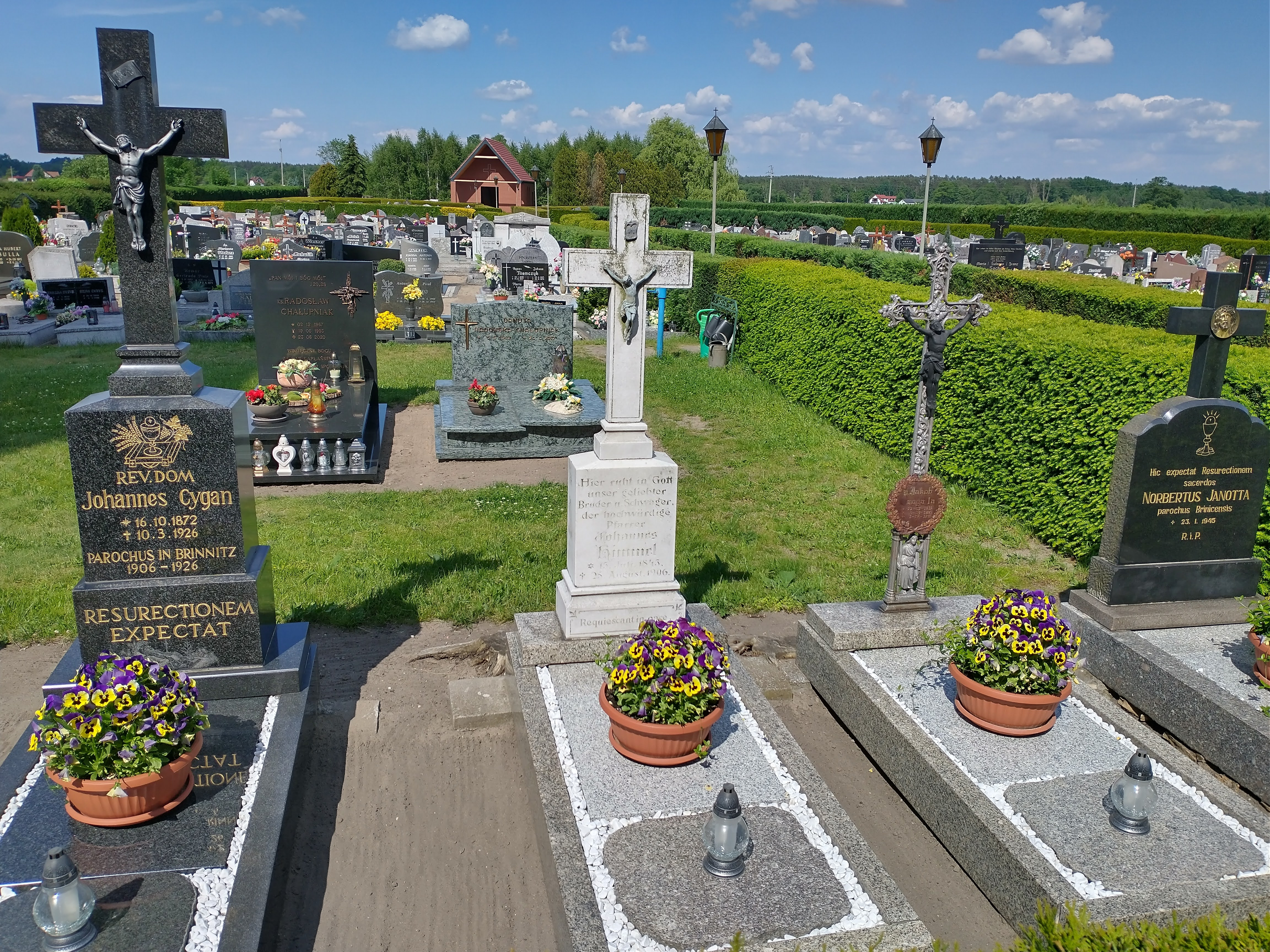
Groby proboszczów

Kościół św. Szczepana – rzymskokatolicki kościół parafialny w Brynicy. Świątynia należy do parafii św. Szczepana w Brynicy w dekanacie Siołkowice, diecezji opolskiej. Dnia 13 listopada 1959 roku, pod numerem 642/59, świątynia została wpisana do rejestru zabytków województwa opolskiego.

## Historia kościoła
Kościół parafialny, murowany, neogotycki został wybudowany w okresie od maja 1901 roku do 1903 roku, w miejscu wcześniej istniejącego, drewnianego kościółka. Plany architektoniczne sporządzone zostały architekta Nettmana, w Królewskim Powiatowym Inspektoracie Budowlanym w Pokoju. Jest to budowla 2-nawowy, o postaci halowej. Ma 19,5 m szerokości i 25 m długości. Nawa boczna znajduje się po lewej stronie nawy głównej. Dodatkowymi pomieszczeniami są zakrystia i miejsce na palenisko. Wieża (wraz z miejscem na dzwony), przybudowana została do kościoła z jego lewej (wschodniej) strony, ma 40 m wysokości (od podstawy do końca krzyża). Prezbiterium z apsydą i gotyckim sklepieniem zostało dostosowane do ołtarzy ze starego kościoła, które przy okazji budowy nowej świątyni całkowicie odrestaurowano. Sufit kościoła jest drewniany i półokrągły. 2-manuałowe organy sprowadzono ze Świdnicy. Poświęcenia kościoła dokonał 11 listopada 1903 roku dziekan Franciszek Ksawery Muschiol ze Starych Siołkowic. konsekracja miała miejsce dopiero po wykończeniu i wyposażeniu wnętrza kościoła, tj. 23 listopada 1911 roku, i dokonał jej kardynał Georg von Kopp. Pierwsza koncepcja budowy kościoła zakładała wysmukły, wielonawowy budynek. Uznano to jednak za zbyt skomplikowany projekt i przesadę w stylu, a co za tym idzie zbyt drogie. W czasie I wojny światowej zabrano dzwony i piszczałki organowe. 30 czerwca 1922 roku udało się ówczesnemu proboszczowi parafii zakupić nowe piszczałki. Pochodziły one z firmy „Schlag & Söhne” ze Świdnicy, podobnie było z dzwonami, które podczas II wojny światowej znowu je zabrano. Uzyskano je ponownie dopiero w 1957 roku. 4 dzwony o nazwach: św. Maria, św. Józef, św. Szczepan i św. Cecylia, zostały odlane w hucie „Małapanew” w Ozimku. Konsekracji ich dokonał 4 sierpnia 1957 roku biskup opolski Franciszek Jop. W 1951 i 1978 roku odnowiono i odmalowano kościół. W ramach całkowitej zmiany wystroju wnętrza zmieniono w nim ołtarz, stary umieszczając w nawie bocznej. W 1995 roku, przy okazji kolejnego remontu, ponownie umieszczono stare ołtarze w prezbiterium i po jego bokach. Od początku lat 90. wieża kościelna służy w okresie letnim jako punkt obserwacyjny dla strażaków. Na początku XXI w. poddano renowacji zabytkowe ołtarze boczne. W pierwszej kolejności prawy, a następnie lewy. Zakończenie prac miało miejsce 11 września 2009 roku, a konserwatorem był Andrzej Marek Barski z Nysy.

## Wyposażenie kościoła
W wyposażeniu kościoła znajdują się rzeźby z lat 30. XX wieku, m.in.:
- rzeźba Floriana z Lauriacum, odnowiona w latach 70. z inicjatywy ówczesnego proboszcza, Adama Polechońskiego),
- obraz przedstawiający Matkę Bożą Częstochowską (jego peregrynacji dokonano 29–30 stycznia 1965 roku, a II peregrynacji 8–9 maja 1995 roku),
- zabytkowa monstrancja (z XVIII wieku),
- naczynia liturgiczne (m.in. puszka z 1933 roku) i relikwiarze, które zostały odnowione w latach 1995–1996.

Dawniej wisiała pod chórem tablica upamiętniająca poległych w czasie wojny francusko-pruskiej (1870–1871); wedle podań widniały na niej 3 nazwiska, w tym ksiądz.
Przed kościołem znajduje się m.in. marmurowa statua Piety, którą wykonał w 1914 roku kamieniarz Ludwik Stehr z Głuchołaz, a ufundował ówczesny proboszcz parafii brynickiej, Jan Cygan. Z inicjatywy DFK umieszczono na przedniej ścianie wieży kościelnej granitowe tablice z nazwiskami poległych i zaginionych podczas II wojny światowej. W późniejszym czasie nad tablicami umieszczono okap.
Kościół posiada wyposażenie: 
- Ołtarze główny i boczne,
- ambona,
- Chrzcielnica,
- barokowy krucyfiks z XVIII wieku,
- regencyjny krzyż ołtarzowy,
- lichtarz cynowy z XVIII wieku,
- monstrancja[6].

Dzień wspomnienia (odpust) nie jest obchodzony w dniu św. Szczepana – 26 grudnia, tylko na początku sierpnia, w dniu wspomnienia przeniesienia w 555 roku relikwii św. Szczepana z Konstantynopola do Rzymu.